# Peng'im
Peng’im of Peng Im is de romanisatievorm om het Minnanese dialect Chaozhouhua te romaniseren.

## Beginklanken
De letters tussen haakjes zijn in Internationaal Fonetisch Alfabet.
b-, p-, m-, bh-, d-, t-, n-, l-, g-, k-, ng-, gh-, h-, z-, c-, s- en r-
- b- [p-] bak (北 noord)
- p- [ph-] peng (平 vrede)
- m- [m-] mêng (明 begrijpen)
- bh- [b-] bhê (马 paard)
- d- [t-] dio (潮 vloed)
- t- [th-] tin (天 hemel)
- n- [n-] nang (人 mens)
- l- [l-] lag (六 zes)
- g- [k-] go (哥 broer)
- k- [kh-] ke (去 gaan)
- ng- [ŋ-] ngou (五 vijf)
- gh- [g-] gho (鹅 zwaan)
- h- [h-] hung (云 wolk)
- z- [ts-] ziu (州 continent)
- c- [tsh-] cên (青 jeugdig)
- s- [s-] sên (生 levend)
- r- [dz-] ruah (热 warm)

## Midden- of eindklanken
De letters tussen haakjes zijn in Internationaal Fonetisch Alfabet.
- -a- [-a-] ma (妈 moeder)
- -o- [-ɔ-] mo (毛 haar)
- -e- [-ɨ-] de (箸 eetstokjes)
- -ê- [-ɛ-] sên (生 levend)
- -i- [-i-] si (四 vier)
- -u- [-u-] ghu (牛 koe)
- -ai- [-aɪ-] lai (来 komen)
- -ao- [-aʊ-] kao (哭 huilen)
- -oi- [-oɪ-] bhoi (买 kopen)
- -ou- [-oʊ-] dou (图 plattegrond)
- -ia- [-ia-] cia (车 auto)
- -io- [-iɔ-] gio (乔 brug)
- -iu- [-iʊ-] ziu (酒 wijn)
- -ua- [-ua-] dua (大 groot)
- -uai- [-uaɪ-] guai (高 hoog)
- -uê- of -ue- [-uɛ-] gue (过 oversteken)
- -ui- [-uɪ-] gui (贵 duur)

## Eindklanken
De letters tussen haakjes zijn in Internationaal Fonetisch Alfabet.
De vijf eindklanken:
- -m [-m] giam (盐 zout)
- -ng [-ŋ] bhuang (万 tienduizend)
- -b [-p] jab (十 tien)
- -g [-k] mag (目 oog)
- -h [-ʔ] tih (铁 metaal)

## Nasale eindklanken "n"
- suan [swã] (山 berg)
- cên [ʧhɛ̃] (青 blauwgroen)

## Tonen
- do1 (刀 mes)
- do2 (短 kort)
- do3 (倒 schenken)
- doh4 (桌 tafel)
- do5 (朵 klasserend lidwoord)
- do6 (在 aanwezig zijn)
- do7 (袋 zak)
- doh8 (擇 kiezen)